# الهان، ینیپازار
الهان، ینیپازار (به لاتین: Alhan, Yenipazar) یک منطقهٔ مسکونی در ترکیه است که در استان آیدین واقع شده‌است.

## خصوصیات
الهان ۱۷۴ نفر جمعیت دارد.